# Camp d'Elx
El Camp d'Elx és el nom històric i ben arrelat que utilitzen els habitants d'Elx per referir-se al terme municipal, i en especial a l'horta que hi pertany. En usos generals, és equivalent a la zona cultivable del terme, i aleshores exclou el palmerar d'Elx i la ciutat mateixa. Atès que el Camp ocupa, com ho fa el terme, la quasi totalitat de la comarca actual del Baix Vinalopó (en resta fora els termes de Crevillent, a l'interior, i Santa Pola, a la costa), les dues regions són pròximes en significat; de fet, es podria consider que el Camp és una comarca històrica. Hom podria distingir, però, un ús més popular del terme "camp" mentre l'ús del nom de la comarca es reserva més a cercles intel·lectuals.